# Mayor Cup 2014
De 10e editie van de wielerwedstrijd Mayor Cup werd gehouden op 1 mei 2014. De start en finish vonden plaats in Moskou. De wedstrijd maakte deel uit van de UCI Europe Tour 2014, in de categorie 1.2. In 2013 won de Oekraïner Vitalij Boets. Dit jaar won de Oezbeekse Rus Sergej Lagoetin.

## Uitslag
| Plaats  | Naam                   | Ploeg                           | Tijd     |
| ------- | ---------------------- | ------------------------------- | -------- |
| Winnaar | Sergej Lagoetin        | RusVelo                         | 3u37'08" |
| 2       | Andris Smirnovs        | Rietumu-Delfin                  | z.t.     |
| 3       | Māris Bogdanovičs      | Alpha Baltic-UnityMarathons.com | z.t.     |
| 4       | Roman Majkin           | RusVelo                         | z.t.     |
| 5       | Ivan Balykin           | RusVelo                         | z.t.     |
| 6       | Jevgeni Ivanov         |                                 | z.t.     |
| 7       | Dmytro Kryvtsov        | Kolss                           | z.t.     |
| 8       | Konstantin Jakimov     | Team 21                         | z.t.     |
| 9       | Aleksandr Riaboesjenko |                                 | z.t.     |
| 10      | Apostolos Bouglas      | SP Tableware                    | z.t.     |
| 11      | Victor Manakov         | Itera-Katjoesja                 | z.t.     |
| 12      | Ruslan Karimov         | Rts-Santic                      | z.t.     |
| 13      | Andrej Loekonin        |                                 | z.t.     |
| 14      | Aleksandr Zjdanov      |                                 | z.t.     |
| 15      | Oleg Zemljakov         | Vino 4ever                      | z.t.     |
| 16      | Aleksandr Sjoesjemoin  | Vino 4ever                      | z.t.     |
| 17      | Dmitri Mokrov          |                                 | z.t.     |
| 18      | Sergej Vlassenko       | Vino 4ever                      | z.t.     |
| 19      | Maksim Vasiliev        | ISD CT                          | z.t.     |
| 20      | Anton Samochvalov      |                                 | z.t.     |

## UCI Europe Tour
In deze Mayor Cup waren punten te verdienen voor de ranking in de UCI Europe Tour 2014. Enkel renners die uitkomen voor een (pro-)continentale ploeg, maakten aanspraak om punten te verdienen.
| # | Renner             | Ploeg                           | Punten |
| - | ------------------ | ------------------------------- | ------ |
| 1 | Sergej Lagoetin    | RusVelo                         | 40     |
| 2 | Andris Smirnovs    | Rietumu-Delfin                  | 30     |
| 3 | Māris Bogdanovičs  | Alpha Baltic-UnityMarathons.com | 16     |
| 4 | Roman Majkin       | RusVelo                         | 12     |
| 5 | Ivan Balykin       | RusVelo                         | 10     |
| 6 | Jevgeni Ivanov     |                                 | 8      |
| 7 | Dmytro Kryvtsov    | Kolss                           | 6      |
| 8 | Konstantin Jakimov | Team 21                         | 3      |